# Фаго дел Солдато (Козенца)
Фаго дел Солдато је насеље у Италији у округу Козенца, региону Калабрија.
Према процени из 2011. у насељу је живело 7 становника. Насеље се налази на надморској висини од 1464 м.